# Liste der Biografien/Amu
Liste der Biografien |
Portal Biografien |
Personensuche
# |
A |
B |
C |
D |
E |
F |
G |
H |
I |
J |
K |
L |
M |
N |
O |
P |
Q |
R |
S |
T |
U |
V |
W |
X |
Y |
Z |
?
 
Aa |
Ab |
Ac |
Ad |
Ae |
Af |
Ag |
Ah |
Ai |
Aj |
Ak |
Al |
Am |
An |
Ao |
Ap |
Aq |
Ar |
As |
At |
Au |
Av |
Aw |
Ax |
Ay |
Az
 
Ama |
Amb |
Amc |
Amd |
Ame |
Amf |
Amg |
Amh |
Ami |
Amj |
Amk |
Aml |
Amm |
Amn |
Amo |
Amp |
Amr |
Ams |
Amt |
Amu |
Amw |
Amy |
Amz
Die Liste der Biografien führt alle Personen auf, die in der deutschsprachigen Wikipedia einen Artikel haben. Dieses ist eine Teilliste mit 54 Einträgen von Personen, deren Namen mit den Buchstaben „Amu“ beginnt.

## Amu
- Amu, Abdul (1933–2010), nigerianischer Sprinter
- Amu, Afridun (* 1987), amtierender afghanischer Surfmeister
- Amu, Ephraim (1899–1995), ghanaischer Komponist, Folklorist, Musikwissenschaftler und Pädagoge

### Amua
- Amuat, Liliane (* 1989), Schweizer Schauspielerin

### Amuc
- Amuchástegui Quesada, Luis (1949–1976), mexikanischer Fußballspieler

### Amuk
- Amuka-Bird, Nikki (* 1976), nigerianisch-britische SchauspielerinNikki Amuka-Bird (* 1976)

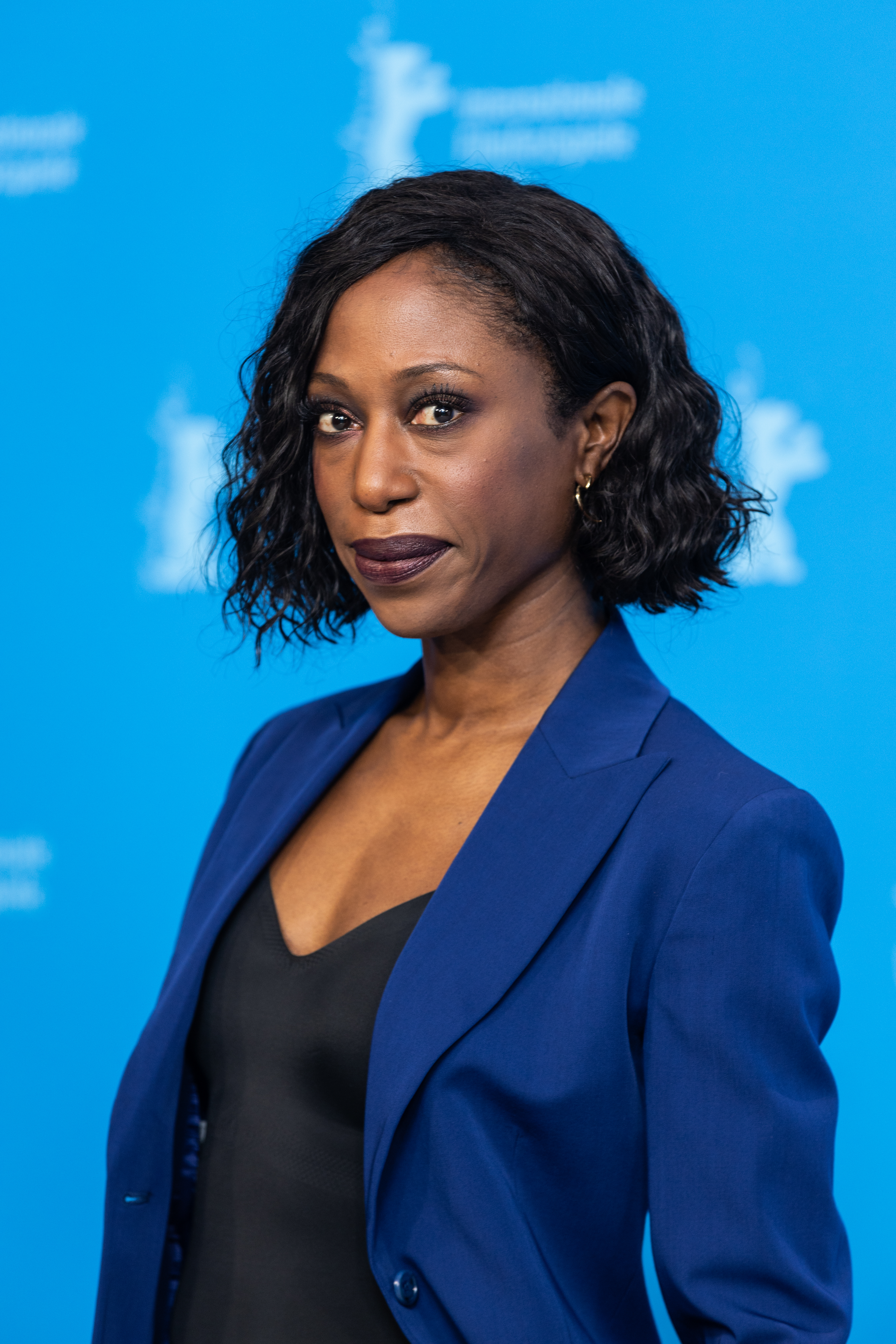
Nikki Amuka-Bird (* 1976)

- Amukun, Erasmus (1940–1998), ugandischer Sprinter

### Amul
- Amulio, Marcantonio (1506–1572), italienischer Geistlicher, Kardinal der Römischen Kirche
- Amuloya, Pietro († 1435), italienischer Geistlicher, römisch-katholischer Bischof von Catanzaro
- Amulungu, Tshiwa (* 1958), namibische Diplomatin

### Amum
- Amum, Pagan, Generalsekretär der Sudanesischen Volksbefreiungsbewegung

### Amun
- Amundaraín, Susana (* 1954), venezolanische Malerin, Installations- und Performancekünstlerin
- Amundrud, Gail (* 1957), kanadische Schwimmerin
- Amundsen, Arthur (1886–1936), norwegischer Turner
- Amundsen, Frida (* 1992), norwegische Sängerin und Songschreiberin
- Amundsen, Harald Østberg (* 1998), norwegischer Skilangläufer
- Amundsen, Hedda Østberg (* 1998), norwegische Skilangläuferin
- Amundsen, Malte (* 1998), dänischer Fußballspieler
- Amundsen, Mitchell (* 1958), US-amerikanischer Kameramann
- Amundsen, Per-Willy (* 1971), norwegischer Politiker
- Amundsen, Roald (* 1872), norwegischer Seemann und PolarforscherRoald Amundsen (* 1872)

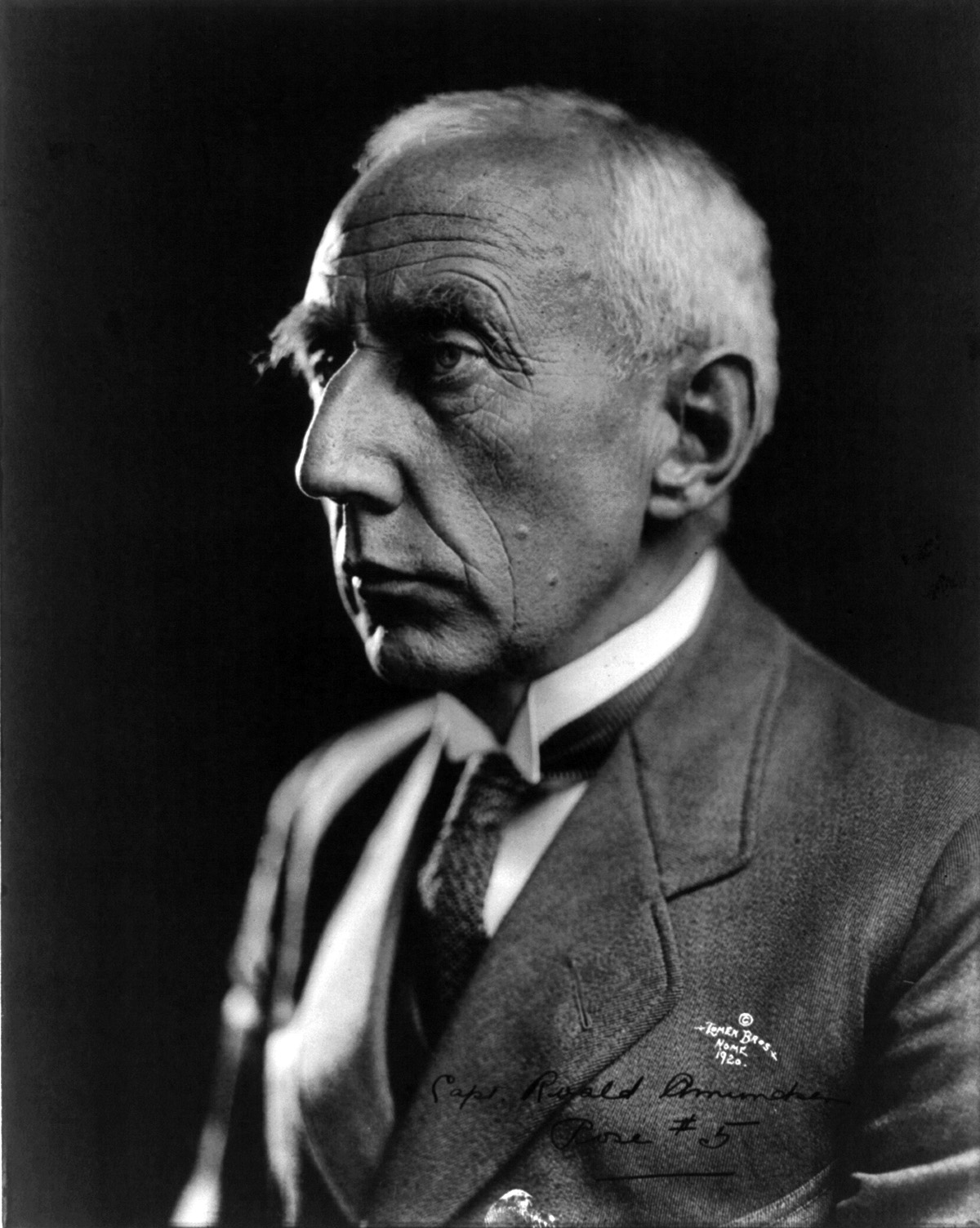
Roald Amundsen (* 1872)

- Amundsen, Steinar (1945–2022), norwegischer Kanute
- Amundson, Karl (1873–1938), schwedischer Generalmajor und erster Kommandeur der schwedischen Luftstreitkräfte
- Amuneke, Emmanuel (* 1970), nigerianischer Fußballspieler
- Amuneke, Kevin (* 1986), nigerianischer Fußballspieler
- Amungulu, Alweendo (* 1963), namibischer Militär
- Amunherchepeschef, altägyptischer Prinz
- Amunherchepeschef (Sohn von Ramses III.), altägyptischer Prinz
- Amunmose, Bruder der altägyptischen Königin Hatschepsut
- Amunts, Katrin (* 1962), deutsche Neurowissenschaftlerin
- Amunugama, Dilum (* 1981), sri-lankischer Politiker, Abgeordneter und Minister
- Amunugama, Sarath (* 1939), sri-lankischer Politiker
- Amunuser, Wesir im alten Ägypten zur Zeit des Neuen Reichs

### Amup
- Amupanda, Job (* 1987), namibischer Bürgermeister und Radikaler
- Amupewa, Emilia (* 1955), namibische Politikerin (SWAPO)

### Amur
- Amura, Claudia (* 1970), argentinische Schachspielerin
- Amurane, Adelaide (* 1960), mosambikanische Wirtschaftswissenschaftlerin und Politikerin (FRELIMO)
- Amurane, Mahamudo (1973–2017), mosambikanischer Politiker (MDM), Bürgermeister von Nampula
- Amurius, antiker römischer Toreut
- Amuro, Namie (* 1977), japanische J-Pop-Sängerin und Teen-Idol
- Amurri, Antonio (1925–1992), italienischer Schriftsteller und Humorist
- Amurri, Eva (* 1985), US-amerikanische SchauspielerinEva Amurri (* 1985)

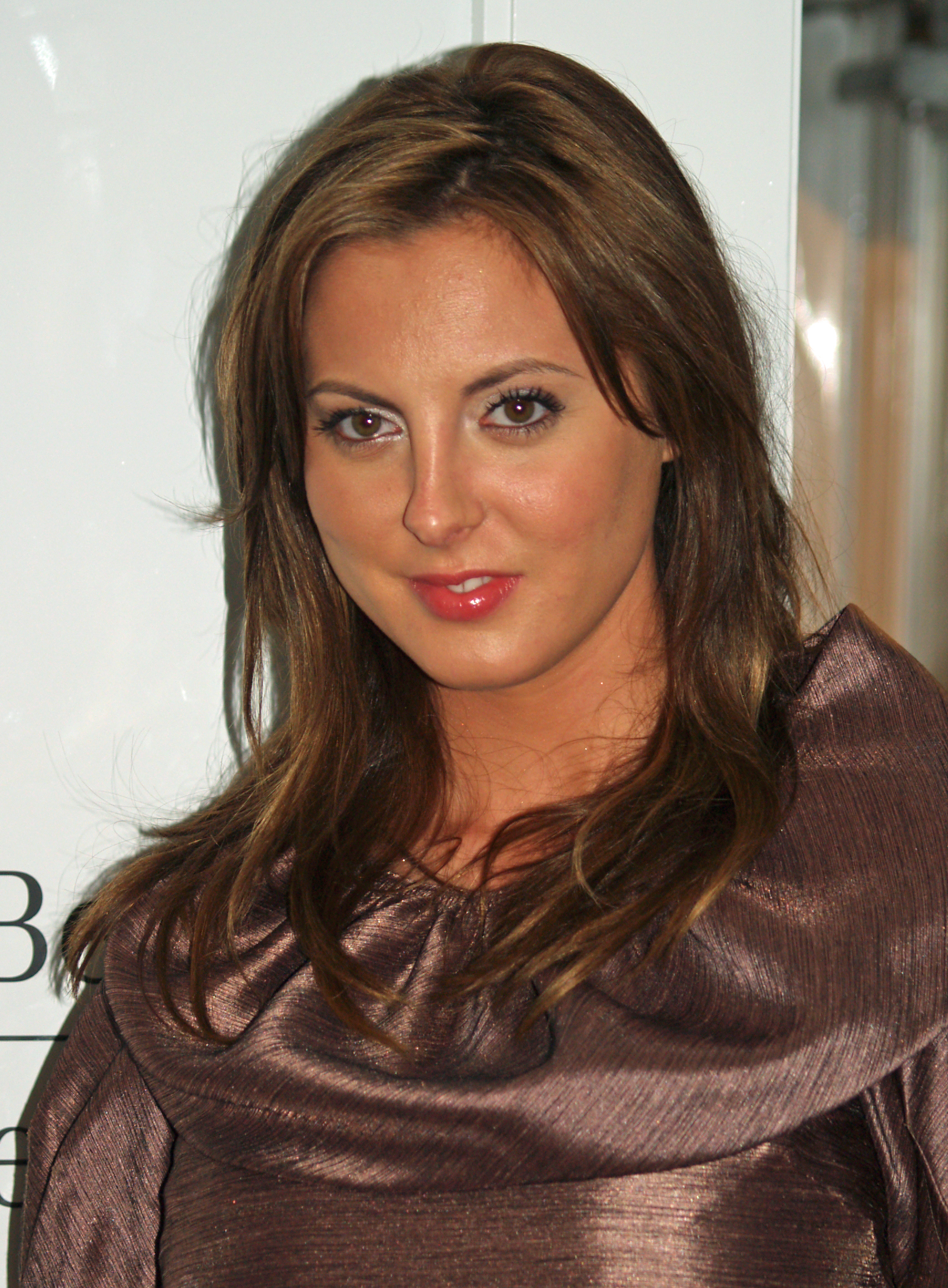
Eva Amurri (* 1985)

- Amurri, Franco (* 1958), italienischer Filmregisseur und Drehbuchautor

### Amus
- Amusan, Fatima (* 2006), irische Sprinterin
- Amusan, Tobi (* 1997), nigerianische Sprinterin und Hürdenläuferin
- Amusegar, Dschamschid (1923–2016), iranischer Politiker, Ministerpräsident des Iran
- Amusja, Miron Jankelewitsch (1934–2021), sowjetisch-russischer Physiker
- Amussat, Jean Zuléma (1796–1856), französischer Arzt und Chirurg

### Amut
- Amut-piʾel, König von Qatna
- Amutu, Austin (* 1993), nigerianischer Fußballspieler

### Amuz
- Amuz, Martín (* 1997), uruguayischer Fußballspieler
- Amuzu, Cynthia, ghanaische Badmintonspielerin
- Amuzu, Francis (* 1999), ghanaisch-belgischer Fußballspieler
- Amuzu-Dzakpah, Denis Komivi (* 1943), togoischer Geistlicher und römisch-katholischer Erzbischof von Lomé